# Campeonato Brasileiro Série A 2013
Die Campeonato Brasileiro Série A 2013 war die 57. Spielzeit der höchsten brasilianischen Fußballliga, der Série A.

## Saisonverlauf und besondere Vorkommnisse
Die Série A startete am 25. Mai 2013 in ihre neue Saison und endete am 8. Dezember des Jahres. Während weiter Teile des Junis und Anfang Juli des Jahres ruhte die Liga, da zeitgleich der Confederations Cup ausgetragen wurde.
Vier Spieltage vor Saisonende konnte sich Cruzeiro EC seine dritte brasilianische Meisterschaft sichern. Nach einem 3:1 beim EC Vitória und einer Niederlage Paranaenses hatte die Mannschaft von Trainer Marcelo Oliveira den Vorsprung auf den Zweitplatzierten auf 16 Punkte vergrößert.
Am letzten Spieltag kam es im Spiel zwischen Athletico Paranaense und Vasco da Gama zu schweren Ausschreitungen mit mehreren Schwerverletzten. Die Partie wurde über eine Stunde lang unterbrochen und schließlich fortgesetzt. Die Stadionsicherheit und das Verhalten der Polizei, die lange Zeit nicht eingriff, wurden anschließend stark kritisiert. Paranaense gewann mit 5:1 und qualifizierte sich für die Copa Libertadores, während Vasco da Gama den Gang in die zweite Liga antreten musste.
Einer der sportlichen Absteiger war zunächst auch der Traditionsverein Fluminense FC aus Rio de Janeiro, Meister von 2012. Wie der brasilianische Sportsgerichtshof STJD in einem Urteil entschied, hatte sich der Verein Portuguesa aus São Paulo allerdings strafbar gemacht, nachdem der Spieler Héverton trotz einer Sperre aufgelaufen war. Der Klub legte gegen das Urteil Einspruch ein, dieser wurde jedoch abgelehnt. Die Entscheidung hatte einen Abzug von vier Punkten zufolge, sodass der Verein anstelle Fluminenses in die zweite Liga abstieg.
Nach der Saison wurden wie jedes Jahr Auszeichnungen an die besten Spieler des Jahres vergeben. Beim Prêmio Craque do Brasileirão wurde Éverton Ribeiro vom Meister Cruzeiro als bester Spieler der Saison ausgezeichnet. Als Favorit der Fans wurde Hernane Brocador von Flamengo verkündet. Den „Goldenen Ball“, vergeben von der Sportzeitschrift Placar, gewann ebenfalls Éverton Ribeiro. Éderson von Athletico Paranaense wurde mit 21 Treffern Torschützenkönig.

## Tabelle
| Pl. | Verein                   | Sp. | S  | U  | N  | Tore    | Diff. | Punkte |
| --- | ------------------------ | --- | -- | -- | -- | ------- | ----- | ------ |
| 1.  | Cruzeiro EC              | 34  | 23 | 3  | 8  | 077:370 | +40   | 72     |
| 2.  | Grêmio FBPA              | 38  | 18 | 11 | 9  | 042:350 | +7    | 65     |
| 3.  | Athletico Paranaense (N) | 38  | 18 | 10 | 10 | 065:490 | +16   | 64     |
| 4.  | Botafogo FR              | 38  | 17 | 10 | 11 | 055:410 | +14   | 61     |
| 5.  | EC Vitória (N)           | 38  | 16 | 11 | 11 | 059:530 | +6    | 59     |
| 6.  | Goiás EC (N)             | 38  | 16 | 11 | 11 | 048:440 | +4    | 59     |
| 7.  | FC Santos                | 38  | 15 | 12 | 11 | 051:380 | +13   | 57     |
| 8.  | Atlético Mineiro 1       | 38  | 15 | 12 | 11 | 049:380 | +11   | 57     |
| 9.  | FC São Paulo             | 38  | 14 | 8  | 16 | 039:400 | −1    | 50     |
| 10. | SC Corinthians           | 38  | 11 | 17 | 10 | 027:220 | +5    | 50     |
| 11. | Coritiba FC              | 38  | 12 | 12 | 14 | 042:450 | −3    | 48     |
| 12. | EC Bahia                 | 38  | 12 | 12 | 14 | 037:450 | −8    | 48     |
| 13. | SC Internacional         | 38  | 11 | 15 | 12 | 051:520 | −1    | 48     |
| 14. | Criciúma EC (N)          | 38  | 13 | 7  | 18 | 049:630 | −14   | 46     |
| 15. | Fluminense FC (M)        | 38  | 12 | 10 | 16 | 043:470 | −4    | 46     |
| 16. | CR Flamengo 2 3          | 38  | 12 | 13 | 13 | 043:460 | −3    | 49     |
| 17. | Portuguesa 3             | 38  | 12 | 12 | 14 | 050:460 | +4    | 48     |
| 18. | CR Vasco da Gama         | 38  | 11 | 11 | 16 | 050:610 | −11   | 44     |
| 19. | AA Ponte Preta           | 38  | 9  | 10 | 19 | 037:550 | −18   | 37     |
| 20. | Náutico Capibaribe       | 28  | 5  | 5  | 18 | 022:790 | −57   | 20     |

| (M) | Meister des Vorjahres    |
| (N) | Aufsteiger des Vorjahres |

## Torschützenliste
| Pl. | Nat.        | Spieler          | Verein               | Tore    |
| --- | ----------- | ---------------- | -------------------- | ------- |
| 1   | Brasilianer | Éderson          | Athletico Paranaense | 21 Tore |
| 2   | Brasilianer | Dinei            | Vitória              | 16 Tore |
| 2   | Brasilianer | Hernane Brocador | Flamengo             | 16 Tore |
| 4   | Brasilianer | Cícero Santos    | Santos               | 15 Tore |
| 4   | Brasilianer | Fernandão        | Bahia                | 15 Tore |
| 6   | Brasilianer | Gilberto         | Portuguesa           | 14 Tore |
| 6   | Brasilianer | William          | Ponte Preta          | 14 Tore |
| 8   | Brasilianer | Walter           | Goiás                | 13 Tore |
| 9   | Brasilianer | Alex             | Coritiba             | 12 Tore |
| 9   | Brasilianer | André            | Vasco                | 12 Tore |

## Die Meistermannschaft des Cruzeiro EC
| 3. | Cruzeiro EC |
|    | - Tor: Fábio (36/0), Rafael (2/0) - Abwehr: Egídio (35/0), Dedé (31/2), Bruno Rodrigo (31/2), Ceará (26/0), Mayke (22/2), Léo (13/1), Everton (4/0), Paulão (2/1), Leandrinho (1/0) - Mittelfeld: Éverton Ribeiro (35/7), Nilton (30/7), Lucas Silva (23/2), Souza (13/2), Élber (11/1), Leandro Guerreiro (10/0), Alisson (9/0), Henrique (9/0), Tinga (8/0), Diego Souza (6/1) - Angriff: Ricardo Goulart (33/10), Willian (26/7), Borges (24/10), Dagoberto (22/4), Vinícius Araújo (16/7), Luan (16/5), Lucca (9/0), Anselmo Ramon (8/1), Alejandro Martinuccio (7/0) |

## Fernsehen
Nachdem die Spiele in Deutschland in den vorherigen Spielzeiten von Sportdigital übertragen worden waren, war ab Juni 2013 Sport1+ der Rechtepartner. Im Free-TV wurden Ausschnitte der Spiele im Rahmen der Sport1-Sendung Goooal! – Das internationale Fußball-Magazin gezeigt.